# Sékou Oumar Sidibé
Inspecteur Rock de son nom de naissance Sékou Oumar Sidibé, né le 11 octobre 1976, est un acteur, comédien et réalisateur burkinabè. Il a été relevé au cinéphile grâce à la série Commissariat de tampy. 

## Biographie

### Enfance et études
Sékou Oumar Sidibé est né au Burkina Faso le 11 octobre 1976. Après l’obtention de son Baccalauréat en 1996 au Lycée Basy de Ziniaré, il poursuit des études en sociologie à l’Université Joseph Ki-Zerbo de Ouagadougou. Il obtient ainsi une licence puis une maitrise en sociologie. En 2010, il décide de suivre une formation dans le domaine du cinéma. En 2013, il sort de l’institut supérieur de l’image et du son (ISIS) avec un BTS Cinéma audiovisuel et un diplôme d’ingénieur des travaux cinéma et audiovisuel. En 2016, Sékou Oumar Sidibé obtient un master production documentaire à l’Université Gaston Berger au Sénégal. 
Parallèlement, il réalise plusieurs formations en écriture et réalisation documentaire, entrepreneuriat dans les industries culturelles et créatives ; la mise en scène, etc. Il participe aussi à plusieurs ateliers et résidences et effectue quelques stages de perfectionnement.

## Carrière
Sékou Oumar Sidibé commence sa carrière cinématographique dès sa première apparition à l’écran dans la série Commissariat de Tampy (2002) de Misa Hébié. Il interprète le personnage de l’inspecteur Rock auprès de Samira Sawadogo, Eugène Bayala, et bien d’autres comédiens burkinabè,. Ce personnage le suit depuis, et Sékou Oumar est depuis plus connu sous le nom « Inspecteur Rock ». Après, il joue dans plusieurs films et séries comme L’As du lycée, Ma Grande famille, le fauteuil, Cellule 512, etc. 
En dehors de son rôle d’acteur, il s’intéresse à la réalisation et à la production de films institutionnels, documentaires et fiction. Il devient assistant réalisateur de Missa Hébié, avant de lancer sa propre structure de cinéma et audiovisuelle Nafadou. Il collabore avec des institutions comme la Radiodiffusion-Télévision du Burkina (RTB) et le Ministère de l’éducation Nationale du Burkina Faso pour réaliser des films de sensibilisation post-covid et sur les « Petits métiers ». Mais aussi il réalise des films d’auteur et des séries. En 2008, il produit le film Le Sacrifice de Adama Nikiéma[réf. souhaitée]. 
Une autre casquette que porte Sékou Oumar Sidibé, est celui Inspecteur de l’Enseignement primaire et de l’éducation non formelle. Il est depuis 2024, en service à l’encadrement des enseignants dans la Circonscription d’Education de de Base à Ouaga 8[réf. souhaitée]. 

## Filmographie

### Série
- 2021 : Ma Grande Famille de Akissi Delta
- 2015 : Stop Corruption
- 2013 : INA de Valérie Kaboré
- 2012 : Commissariat de Tampy
- 2010 : Alima de Aimé Kouka Zongo
- 2008 : L'As du lycée

### Long métrage
- 2020 : Désrances de Apolline Traoré
- 2016 : La raison du plus fort
- 2011 : Qui sème le vent de Fred Garson
- 2010: En Attendant le vote[6].
- 2009 : Le fauteuil de Missa Hebié
- Cellule 512

## Œuvres

### Long métrage
- 2017 : Resorption des classes sous paillotte, documentaire 52 min
- 2019 : Burkina, cinéma sans salle, long métrage documentaire, 52 min, 2019

### Court métrage
- 2024 : Yand Baanga[7],
- 2024 : Fouroukono dé
- 2024 : Nin Yaalga
- 2024 : Repartis
- 2021 : L’homme à la jupe
- 2019 : Elsolomde
- 2019 : Pour un rien
- 2016 : Une bibliothèque Saint-Louisienne
- 2013 : Wakman[8],
- Temps des personnes agées
- Un mal profond

### Série
- 2019 : Koro et Bala, série télé humour, 13
- Référence, 06 épisodes